# 伊拉克、敘利亞、約旦美國基地遭襲事件
伊拉克、敘利亞美國基地遭襲事件是指以哈战争期间，伊朗支持的民兵对美国在叙利亚和伊拉克境內的军事基地发起的袭击。 这些袭击导致数十名美国军人受伤。作为报复，美国又发动多次反击，造成30余名武装分子死亡。 

## 攻击

### 伊拉克
2023年11月9日，阿萨德空军基地、哈里尔空军基地遭到无人机袭击，摩苏尔大坝附近的巡逻队遭到简易爆炸装置袭击。  2023年12月31日，佩什梅格基地遭到伊拉克民兵袭击。2024年8月5日，伊拉克一处基地遭到火箭弹攻击，造成多名美国人员受伤。

#### 阿萨德空军基地
2023年10月18日，伊拉克武装分子对阿萨德空军基地发动无人机袭击。  無人機被拦截。 第二天，阿萨德空军基地出現誤報，結果导致一名承包商員工因心搏停止而死亡。  10月20日，美国下令所有非紧急人员撤離美國驻巴格达大使馆和驻埃尔比勒领事馆。  11月20日，阿萨德空军基地遭到弹道导弹袭击，8名美国和联军士兵受伤，阿萨德空军基地的基础设施受到轻微破壞。 2024年1月20日，伊拉克伊斯兰抵抗组织声称對阿萨德空军基地发射数十枚导弹，而且此次襲擊造成数名美军人员受伤。 

#### 阿特坦夫
2023年10月18日，美國駐阿特坦夫基地遭到无人机袭击，造成20多人受伤。  11月1日，阿特坦夫基地又遭到小型无人机袭击。 

#### 哈里尔空军基地
2023年11月8日，一架无人机袭击了哈里尔空军基地。  2023年12月25日，伊拉克伊斯兰抵抗组织声称对哈里尔空军基地发动无人机袭击，而且导致三名美国士兵受伤。 2024年2月3日，伊拉克伊斯兰抵抗组织对哈里尔空军基地以及叙利亚境內的美軍发动四次无人机和火箭彈袭击。

#### 埃尔比勒
2024年1月15日晚，伊朗向埃尔比勒发射了弹道导弹，这次袭击造成4人死亡、17人受伤。伊朗方面表示这次袭击的目标是正在建设中的美国领事馆和摩薩德总部。 

### 叙利亚
2023年10月24日，伊拉克伊斯兰抵抗组织声称对叙利亚东部（代尔祖尔省、哈塞克省）的美国基地發動多次无人机袭击。 
2024年1月10日，伊拉克伊斯兰抵抗组织声称对哈塞克省北部的一個美軍基地發動袭击。此次袭击過后，美军將该基地內的所有350名美军士兵全部撤离。 
2024年1月28日，一架載有爆炸物的無人機襲擊位於敘利亞哈塞克以南約50公里的美軍設施。1月29日，哈塞克省境內的美軍又遭到火箭彈襲擊。2024年2月3日，敘利亞境內的一個美軍基地內的6名敘利亞民主力量成員死亡。2024年2月8日，叙利亚代尔祖尔省一美国基地遭导弹袭击。

### 約旦
2024年1月28日，驻约旦美军基地遭到无人机袭击，造成3名美军士兵死亡、34人受傷。伊拉克伊斯蘭抵抗組織承認是其所為。美国总统拜登指責襲擊方受到伊朗支持。伊朗外交部发言人對此否認。

## 美国的回应
10月27日，美国出动了F-16战斗机轰炸了位於叙利亚阿布凱馬勒的武器弹药储存设施。  美國方面表示，伊朗支持的组织总共发动了16次襲擊，其中12次發生在伊拉克，4次發生在叙利亚。 
11月8日，美国国防部宣布对位於代尔祖尔省的伊斯兰革命卫队以及与伊斯兰革命卫队關的目标发动袭击。 叙利亚人权观察站表示，美國此次轟炸造成9名工人丧生。 
11月12日，美国国防部和美国中央司令部宣布，美国将对與伊斯兰革命卫队有關的团体发动更多空袭。
11月21日，一架美国空军的AC-130空中砲艇在阿布格莱布附近对真主党旅的一辆车辆發動襲擊，以回应伊拉克伊斯兰抵抗组织於11月20日对阿萨德空军基地發動的导弹袭击。  美國方面表示，至少有数名伊朗支持的武装分子在袭击中丧生。 第二天，美国战斗机又对真主党旅的设施發動空袭，造成八名武装人员死亡。 
12月4日，美国在基尔库克附近发动空袭，杀死了五名伊拉克伊斯兰抵抗组织武裝分子，伊拉克伊斯兰抵抗组织发誓要报复美国。
12月26日，美国对位於希拉的人民動員基地发动空袭，造成1名武裝分子死亡、20人受伤。 
1月4日，美国对真主党精英运动位于巴格达的总部發動无人机袭击。 这次袭击造成4人死亡，另有6人受伤。 
1月23日，美军对真主党旅以及其他伊朗附属组织在伊拉克境内三处武装组织设施发动了空袭，造成两人死亡，4人受傷。
2024年2月2日，美国空军对伊拉克和叙利亚境内受伊朗支持的武装组织聖城軍发动一系列空袭，造成至少45人死亡（敘利亞境內29人，伊拉克境內16人），85個目標被摧毀。美国财政部還对伊斯兰革命卫队的數名人员实施制裁。叙利亚、伊拉克和伊朗谴责美国的空袭行动。
2024年2月7日，美國對巴格达东部一辆属于人民动员组织的汽车發動无人机袭击，造成3人死亡，其中2人为人民动员组织高级指挥官，當中有1人同時也是真主黨旅的一名指挥官。

## 伊拉克政府和其他方面的回应
2024年1月5日，伊拉克总理穆罕默德·希亚·苏丹尼宣布，在美国无人机袭击巴格达后，伊拉克政府打算著手讓美国撤離伊拉克。 1月27日，伊拉克和美国启动首轮对话，讨论结束美国主导的国际联盟撤離伊拉克。
2024年1月30日，真主党旅表示将暂停所有针对美国的军事行动，不過該武裝表示将继续以其他方式支持加沙地帶人民。